# ニューマン (文具メーカー)
ニューマンとは、かつてシャープペンシル、ボールペン、万年筆などの製造・販売を行っていた会社である。
精緻な金属加工を得意とし、製品の多くは金属の表面を加工して独特の意匠を施されたものが多い。

## 歴史
1946年に皆川辰三により創業される。皆川辰三は、埼玉県入間郡大東村（現在の川越市）に貧農の次男として生を受け、高等小学校を卒業後は銀座の松村時計店、山崎商店などで職人として働く中で、時計屋として独立する決意を固める。しかし、1940年に軍に召集され、満州―中支―台湾―フィリピンなどを転戦の末に召集を解除される。帰国したら独立をしようと各地を転戦しながら考えていたが、戦争の激化に伴い時計屋は女子工員が中心という状況となっていた。そのような社会情勢のなかで独立をしても、すぐにまた徴用されてしまうという危機感から、自身が軍隊時代に通信兵として使用していた軍用電話機の下請メーカーに就職し、仕事を覚えることとした。
　将来は工場長にしたいという社長の制止を振り切り、1942年に念願だった独立を果たし、川越市に資本金19万５千円で武蔵航空兵器という会社を設立する。事業内容は、中島飛行機の部品の下請けであった。しかし、思惑に反して創業まもなくまたも徴用され、外地に出征して日本に帰国するも、間もなく終戦となり軍需産業どころではなくなったため解散することとなった。発足間もなくのことであり、利益は少なく精算時には6万５千円の現金しかなかった。売ろうにも売れない機械を使用して、金属製のパイプや農機具部品など様々なものを製造した。
　その後、銀座の山崎商店のシャープ部で、シャープペンシルの製造販売をしていたことを思い出し、当時同社の工場で働いていた人を訪ね歩き、そのうちの一人を引き抜く。毎日二人で型作りを行い、終戦の翌年にあたる1946年に最初の製品が完成する。三越デパートに売りに行き、「戦後、こんなに早く作れるわけがない」と信用されなかったものの、デパートは戦前からのストックを細々と販売する状況であったため、すぐに成約した。その後、順調に製造販売数を伸ばし、1948年には大阪に支店を出した。
　1954年8月、東京都中央区宝町（現京橋）で株式会社辰和を設立。その後、1963年に株式会社ニューマンに商号を変更した。
　1964年には1カ月に15万本を出荷し、シャープペンシルのシェアは日本国内で首位となる。
　1983年に創業者である皆川辰三は、癌により急死した。当時、皆川辰三は日本シャープペンシル工業会会長を務めており、在任中に死去したこととなる。創業者の死去により、1984年に廃業に至った。
　ニューマンは、1971年に0.2mm芯を世界で初めて採用したシャープペンシルを開発したが、長らく同業者であり現在国内で唯一0.2mmのシャープペンシルを製造販売するぺんてる株式会社が、世界で初めて0.2mmのシャープペンシルを開発したと主張してきた。しかし、2021年に後継企業からの申し立てによりぺんてるは0.2mmのシャープペンシルについて、「世界初」及び「元祖」といった表記を取り下げた。

## 製品

### シャープペンシル
ニューマンのシャープペンシルには多数の種類が存在するが、そのほとんどは名称不明、または名称が存在しないものである。ここでは名称が判明しているもの、またはその俗称があるものの一部を記述する。
- スーパー2

芯径0.2mmのシャープペンシル。1971年に0.2mm芯を世界で初めて採用したシャープペンシルである。シャンパンゴールドの塗装に格子柄を採用した軸となっている。フルメタルボディのパイプスライド方式。定価2000円。
- スーパー3

芯径0.3mmのシャープペンシル。パイプスライド式で、軸のバリエーションが多数存在する。
- スーパー5

芯径0.5mmのシャープペンシル。パイプスライド式で、軸のバリエーションが多数存在する。定価は500円から2000円台までと幅広い。基本的にニューマンのシャープペンシルはパイプスライド式のものを「スーパー５」と呼ぶ。
- 製図用

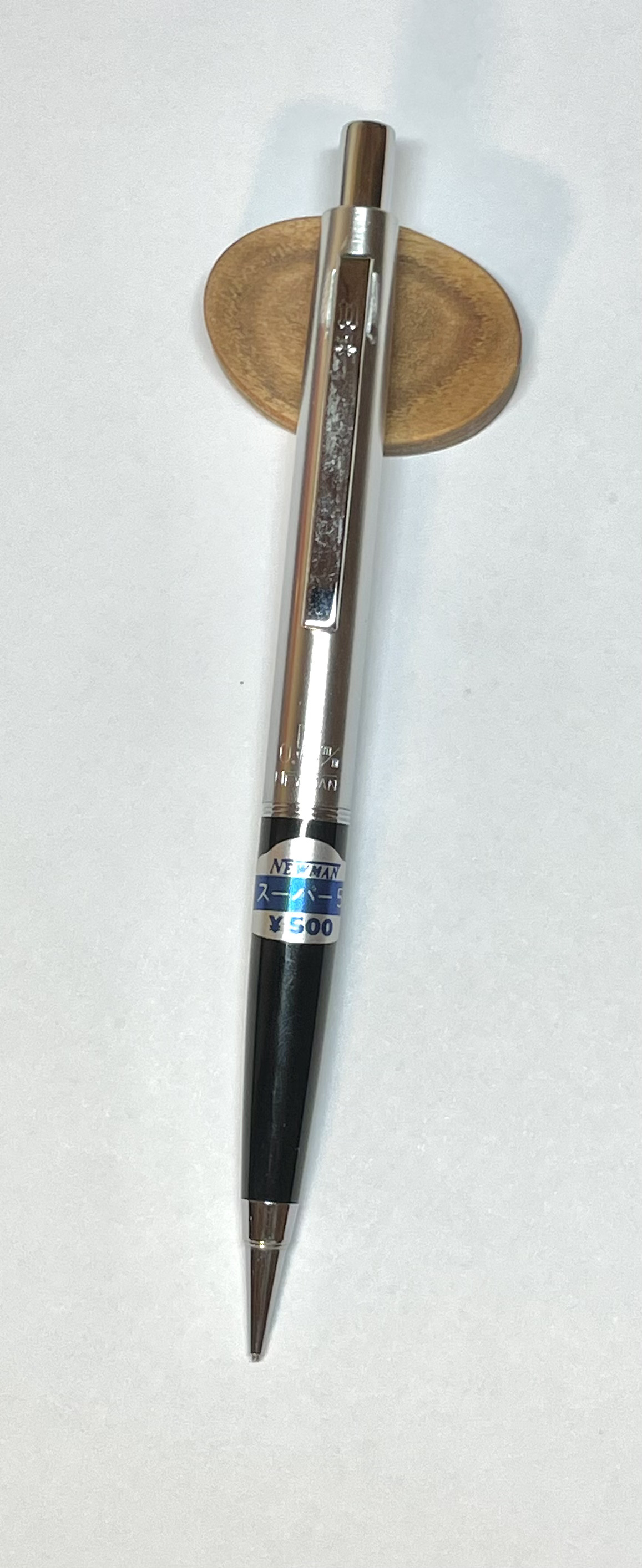
スーパー5

俗称木目調。4mmのガイドパイプを搭載しプラスチック軸にヘアライン加工を施したものとなっており、グリップは金属で格子柄となっている。口金には交換用としてパイプスライド式口金、バネ入りスライド式口金のものも存在していた。なお、この二つは受注生産または特別注文品として生産されていた。0.3mmと0.5mmが存在する。定価1000円。
- 製図用

上記の製図用とは異なりステンレス軸を採用している。またグリップには食刻加工が施されている。0.3mm、0.5mmのものが存在。定価は2000円。
- 製図用

500円モデルの製図用シャープ。黒、青、ピンクの3色があり、上軸にはプラスチック、グリップには金属が使われている。
- 漆調手帳用

漆調の手帳用の細軸シャープペンシル。金具は金色を採用している。何色かのカラーバリエーションがあった。定価2000円。
- 回転繰り出し式

ニューマン創業初期から製造していたシャープペンシルの形式。単色、二色式があった。
- 純銀製シャープ

軸に925シルバーを使用したシャープペンシル。ノック式、回転繰り出し式が存在し、株式会社辰和の時代から存在していた。デザインのバリエーションは多岐にわたる。

### ボールペン
基本的にはシャープペンシルと同じデザインのものが発売されていた。格子柄の軸を採用しているものが多い。
- 逆クリップ

持ち手の部分がクリップになっており、独特な形状をしたボールペン。6色のカラーバリエーションがある。当時の定価は200円である。
- シャープ＆ボール

両端式のペンであり、クリップ側にはボールペン、逆側にはシャープペンの機構が存在する。カラーバリエーションが豊富である。

### シャープ芯
- ニューミクロ芯

0.2mm、0.3mm、0.5mm、0.7mm、0.9mm、0.92mm（舶来用シャープ替え芯）、赤芯が存在している。プラスチックのケースを採用しており蓋は芯径により色が異なり、本体は薄茶色のケースとなっている。
- ミクロ30芯

8角形の透明のケースが採用されている。0.5mmが確認されており、1ケース30本入りである。
- ルーラー芯

定規として働く機能をつけたケースを採用した芯。0.5mmのみ存在。